# 亚历山大·弗什博
亚历山大·拉塞尔·弗什博（Alexander Russell Vershbow，1952年7月3日—），美国外交官，历任美国常驻北大西洋公约组织代表、美国驻韩国大使和美国驻俄罗斯大使。2012年至2016年，担任北约副秘书长。

## 荣誉

### 外国勋章奖章
- 王冠大十字勋章（比利时，2016年9月27日颁发[2]）